# NGC 509
NGC 509 est une galaxie lenticulaire située dans la constellation des Poissons. NGC 509 a été découverte par l'astronome allemand Albert Marth en 1864.

## Caractéristiques
Sa vitesse par rapport au fond diffus cosmologique est de 1 948 ± 22 km/s, ce qui correspond à une distance de Hubble de 28,7 ± 2,0 Mpc (∼93,6 millions d'al).
NGC 509 est une galaxie brillante dans le domaine des rayons X,.

## Groupe de NGC 470
Selon un article paru en 2006, NGC 509 fait partie d'un groupe de galaxies nommé « groupe de NGC 524 ». Ce groupe comporte 10 galaxies brillantes dans le domaine des rayons X. Outre NGC 509, ces galaxies sont NGC 489, NGC 502, NGC 516, NGC 518, NGC 524, NGC 532, IC 101, IC 114 et CGCG 411-058 (PGC 4994). Toutes les galaxies NGC de cette liste, sauf NGC 509, font partie du groupe de NGC 470 rapporté dans l'article d'Abraham Mahtessian. NGC 509 et les 3 dernières galaxies mentionnées ci-haut (IC 101, IC 114 et CGCG 411-058) sont dans la même région du ciel et à peu près à la même distance que les galaxies du groupe de NGC 470. On en conclut donc qu'elles font partie de ce groupe.